# Polydesmus caesius
Polydesmus caesius är en mångfotingart som beskrevs av Karsch 1881. Polydesmus caesius ingår i släktet Polydesmus och familjen plattdubbelfotingar. Inga underarter finns listade i Catalogue of Life.